# یواس‌اس فلچر (دی‌دی-۹۹۲)
یواس‌اس فلچر (دی‌دی-۹۹۲) (به انگلیسی: USS Fletcher (DD-992)) یک کشتی بود که طول آن 529 ft (161 m) waterline; 563 ft (172 m) overall بود. این کشتی در سال ۱۹۷۹ ساخته شد.